# ساأبكي غدا (فلم)
ساأبكي غدا أو سوف ابكي غدا (بالإنجليزية: I'll Cry Tomorrow) هو فيلم سيرة ذاتية دراما تم إنتاجه في الولايات المتحدة وصدر في سنة 1955 من إخراج دانيال مان وبطولة: سوزان هیوارد، ريتشارد كونتي، إدي ألبرت، مارجو، جو فان فليت.

## القصة
عانت ليليان روث في طفولتها من طموح امها كاتى روث، لتصبح نجمة مرموقة، فأهملت ابنتها الصغيرة وحرمتها من دفء حنان الأم، وأصبحت ليليان روث فيما بعد، نجمة برودواى المسرحية، وهوليوود السينمائية، قبل أن تتم عامها العشرين، وإستعدت للزواج من حبيب القلب، ورفيق طفولتها ديفيد تريدمان، ولكنه مات في حادث مأساوى قبل الزفاف، لتقف ليليان روث على أول طريق شرب الكحول، آخذة طريقها نحو الإدمان، ولكى تنسى مأساتها، دخلت في حياة زوجية قصيرة مع طالب الطيران الغير ناضج "والى"، وسرعان ماإنتهى زواجهما بالطلاق، لتتزوج من السادى البهيمى المعتدى تونى بارديمان، وتعيش معه حياة تعيسة تعانى فيها من اعتدائاته البدنية كلما حاول ممارسة الجنس معها، وبعد محاولة فاشلة منها للانتحار، جاء بيرت ماكجوير لمساعدتها، وانتشالها من حالة اليأس، ليضعها على طريق السعادة، التي لم تعشها طوال ستة عشر عاما من النجومية، هذا عدا العشرين عاما الأولى التي قضتها مع أمها كاتى.

## وصلات خارجية
- ساأبكي غدا على موقع IMDb (الإنجليزية)
- ساأبكي غدا على موقع الموسوعة البريطانية (الإنجليزية)
- ساأبكي غدا على موقع روتن توميتوز (الإنجليزية)
- ساأبكي غدا على موقع نتفليكس (الإنجليزية)
- ساأبكي غدا على موقع قاعدة بيانات الأفلام العربية
- ساأبكي غدا على موقع ألو سيني (الفرنسية)
- ساأبكي غدا على موقع Turner Classic Movies (الإنجليزية)
- ساأبكي غدا على موقع أول موفي (الإنجليزية)
- ساأبكي غدا على موقع فيلمافينيتي (الإسبانية)
- ساأبكي غدا على موقع قاعدة بيانات الأفلام السويدية (السويدية)